# Fußball-Oberliga Süd
Die Oberliga Süd wurde nach dem Zweiten Weltkrieg 1945 als erste Fußball-Oberliga in Deutschland gegründet. Sie war bis zur Einführung der Bundesliga im Jahr 1963 eine der fünf Staffeln der höchsten Spielklasse im deutschen Fußball auf dem Gebiet des DFB. Sie umfasste zunächst die Länder Hessen, Württemberg-Baden und Bayern. 1950 kehrten auch die Vereine aus Württemberg-Hohenzollern und dem südlichen Baden in den Süddeutschen Fußball-Verband zurück.
Die Spieler der Liga waren bis 1947/48 formal Amateure, dann kam bereits ein provisorisches Vertragsspieler-Statut zur Anwendung, bevor 1949 der wieder gegründete DFB ein solches für alle Oberligen in Kraft setzte.
Die bestplatzierten Vereine vertraten die Oberliga Süd bei den Spielen um die deutsche Fußballmeisterschaft, die bis zur Einführung der Bundesliga in einer Endrunde ausgetragen wurde. Die Mannschaften auf den letzten Plätzen stiegen in die „alte“ II. Division ab, die im Süden seit 1950 als zweithöchste deutsche Vertragsspielerklasse unterhalb der Oberliga rangierte (im Westen war bereits 1949 eine 2. Liga eingerichtet worden, 1951 folgte der Südwesten). Nur im Norden und in Berlin gab es diese „alten“ zweiten Ligen nicht. Dort bestand unterhalb der Oberliga gleich die 1. Amateurliga.
Mit Einführung der Bundesliga wurden die bisherigen Oberligen zu Regionalligen. Diese hatten dann den Rang der zweithöchsten deutschen Spielklasse und jene Mannschaften, die sich nicht für die neu geschaffene Bundesliga qualifiziert hatten, spielten weiterhin dort (1963 gab es keinen Absteiger). Aus dem Süden wurden Südmeister TSV 1860 München, Vizemeister 1. FC Nürnberg sowie Eintracht Frankfurt, der Karlsruher SC und der VfB Stuttgart in die neue Bundesliga aufgenommen.

## Geschichte

### Vorgeschichte
Kurz nach Ende des Zweiten Weltkriegs hatten der Stuttgarter VfB-Tormann Ernst Schnaitmann sowie der Oberregierungsrat und spätere DFB-Mitarbeiter Curt Müller die Idee, eine erste Liga zu schaffen, ähnlich der in England, die wenigstens die US-Besatzungszone umfasse. Mitstreiter fanden sie im Studienrat und Präsidenten des VfB Stuttgart Fritz Walter sowie in Gustav Sackmann, einem weiteren VfBler. Sackmann war in der Folge im völlig zerstörten Land unter widrigsten Reiseverhältnissen unterwegs, um die nach Ansicht der Stuttgarter für die neue Liga infrage kommenden Vereine Süddeutschlands aufzusuchen und die Idee der Oberliga Süd zu propagieren. Zwei Jahre später gehörte er zu den Lizenznehmern für eine private deutsche Profiliga außerhalb des DFB, die jedoch nicht zu Stande kam.
Die Auswahlkriterien für die Zusammenstellung der neuen Liga sind nie bekannt geworden. Es schien, als hätte sich Fritz Walter, der seit 1942 die so genannten Städtevergleichswettkämpfe veranstaltet hatte, bei denen schon damals jeweils zwei große süddeutsche Städte wie Stuttgart (VfB/Kickers), Mannheim (VfR/SV Waldhof) oder München (Bayern/1860) gegeneinander antraten, auch bei der neuen Oberliga von dem Gedanken der doppelten Vertreter aus einer Stadt beziehungsweise Region leiten lassen. So waren die Städte Stuttgart, Augsburg, München, Karlsruhe, Mannheim und Frankfurt am Main jeweils zweimal vertreten. Hinzu kamen Nürnberg/Fürth, Offenbach und Schweinfurt. Städte wie das ganz im Norden der amerikanischen Besatzungszone liegende Kassel hatte man aus verkehrstechnischen Gründen gar nicht erst mit einbezogen. Bei anderen nicht berücksichtigten Vereinen wie dem 1. FC Pforzheim oder dem FC Hanau 93 regte sich nach Bekanntwerden der Oberligagründung Protest, ohne dass dies Einfluss auf die Zusammensetzung der Liga gehabt hätte.
Am 22. September 1945 trafen die Vertreter der ausgewählten 16 Vereine im Gasthof „Krone“ in Fellbach bei Stuttgart erstmals zusammen. Man versicherte, dass diese „ausnahmslos durch zwei bis vier politisch einwandfreie Vereinsfunktionäre vertreten“ seien. Die am selben Tag gegründete „Vereinigung der Süddeutschen Fußballklubs“ sollte die weitere Organisation übernehmen. Nachdem der Stuttgarter US-Stadtkommandant Jackson am 29. September die Erlaubnis zur Durchführung der Saison erteilt hatte, wurde die süddeutsche Oberliga am 13. Oktober 1945 gegründet und Fritz Walter zu ihrem Vorsitzenden gewählt.
Anfang November begann die erste Oberligarunde, die trotz allergrößter Schwierigkeiten mit folgenden 16 Gründungsmitgliedern durchgeführt wurde:
- BC Augsburg
- TSV Schwaben Augsburg
- Eintracht Frankfurt
- FSV Frankfurt
- SpVgg Fürth
- Phönix Karlsruhe
- Karlsruher FV
- VfR Mannheim
- SV 07 Waldhof
- FC Bayern München
- TSV 1860 München
- 1. FC Nürnberg
- Kickers Offenbach
- 1. FC Schweinfurt 05
- Stuttgarter Kickers
- VfB Stuttgart

### Gründerjahre
Die erste süddeutsche Oberliga-Saison wurde am 4. November 1945 angepfiffen. Sechs Wochen später lag die gemeinsame Direktive 23 des Alliierten Kontrollrats vor, die ihrem Wortlaut nach eine kreis- und sogar länderübergreifende Spielklasse, wie es die Oberliga war, eigentlich ausschloss. Diese hatte jedoch schon mehrere Spieltage hinter sich und konnte nach der Weihnachtspause nahtlos fortgesetzt werden.
Die Aufzeichnungen über den ersten Spieltag sind lückenhaft, die Zuschauerzahlen nur teilweise bekannt: 16.000 in Nürnberg, 8.000 in Augsburg, 6.000 in Stuttgart, das mit dem VfB den ersten Tabellenführer stellte. Als einziger Spieler, der bei der Oberligapremiere im November 1945 auf dem Platz stand, war Max Morlock auch nach 18 Jahren in der letzten Oberliga Runde vor Einführung der Fußball-Bundesliga noch mit dabei. Es bestanden in den ersten Monaten noch keine klaren Wechselbestimmungen, wodurch die Fluktuation in den Vereinen (auch wegen entlassener Kriegsgefangener und Flüchtlingen aus dem Osten) außerordentlich groß war. Während die Spitzenmannschaften VfB Stuttgart und 1. FC Nürnberg jeweils mit 18 Akteuren auskamen, liefen in den 30 Partien für Fürth 34, für Offenbach 33 und für den BC Augsburg 30 verschiedene Spieler auf.
Erster Süddeutscher Fußballmeister seit 1933 wurde der VfB Stuttgart.
Zu den Spielen der Oberliga strömten Massen. Sonntag für Sonntag erwiesen sich die Begegnungen als wahre Publikumsmagneten. Die Liga kam so gut an, dass sich in den Kassen der Vereine rasch wieder Geld ansammelte.

## Die Meister der Oberliga Süd

Der 1. FC Nürnberg ist mit sechs Titeln Oberligarekordmeister.

| Rang | Verein              | Meisterschaften | Vize-Meisterschaften |
| ---- | ------------------- | --------------- | -------------------- |
| 1    | 1. FC Nürnberg      | 6               | 4                    |
| 2    | VfB Stuttgart       | 3               | 3                    |
| 3    | Karlsruher SC       | 3               | –                    |
| 4    | Kickers Offenbach   | 2               | 3                    |
|      | Eintracht Frankfurt | 2               | 3                    |
| 6    | TSV 1860 München    | 1               | 1                    |
|      | SpVgg Fürth         | 1               | 1                    |
| 8    | SV 07 Waldhof       | –               | 1                    |
|      | VfR Mannheim        | –               | 1                    |
|      | SSV Reutlingen 05   | –               | 1                    |

## Rekorde
Höchster Sieg
1945/46 TSV 1860 München – Karlsruher FV 13:0
Höchster Auswärtssieg
1948/49 Rödelheimer FC – Kickers Offenbach 0:10
Torreichste Spiele
1945/46 TSV 1860 München – Karlsruher FV 13:0
1946/47 Stuttgarter Kickers – Viktoria Aschaffenburg 12:1
Die meisten Tore in einer Saison
1946/47 Stuttgarter Kickers – 113
Die meisten Gegentore in einer Saison
1945/46 Karlsruher FV – 112
1950/51 FC Singen 04 – 112
Rekordtorschütze
Max Morlock (1. FC Nürnberg) – 286
Rekordspieler
Max Morlock (1. FC Nürnberg) – 451
Höchste Zuschauerzahl
16. September 1962 VfB Stuttgart – 1. FC Nürnberg – 74.300
Niedrigste Zuschauerzahl
27. Juni 1948 Rot-Weiss Frankfurt – VfR Mannheim – 1.000
10. April 1949 Rödelheimer FC – TSV Schwaben Augsburg – 1.000
30. November 1952 SV 07 Waldhof – FSV Frankfurt – 1.000
19. März 1961 SSV Jahn Regensburg – SV 07 Waldhof – 1.000
Höchster Zuschauerschnitt
1947/48 1. FC Nürnberg – 23.553
Niedrigster Zuschauerschnitt
1960/61 1. FC Schweinfurt 05 – 4.293
Höchste Anzahl Meisterschaften
1. FC Nürnberg – sechsmal Süddeutscher Meister
VfB Stuttgart und Karlsruher SC – je dreimal Süddeutscher Meister
Die meisten Teilnahmen an der deutschen Meisterschaft
1. FC Nürnberg – achtmal
Kickers Offenbach – sechsmal
VfB Stuttgart und Eintracht Frankfurt – je fünfmal

## Ewige Tabelle
| Pl.                                                                                   | Verein                    | Jahre | Spiele | Tore      | Punkte  |
| ------------------------------------------------------------------------------------- | ------------------------- | ----- | ------ | --------- | ------- |
| 1.                                                                                    | 1. FC Nürnberg (G)*       | 18    | 560    | 1348:0754 | 739-381 |
| 2.                                                                                    | Kickers Offenbach (G)     | 18    | 560    | 1236:0848 | 684-436 |
| 3.                                                                                    | VfB Stuttgart (G)*        | 18    | 560    | 1165:0824 | 661-459 |
| 4.                                                                                    | Eintracht Frankfurt (G)*  | 18    | 560    | 1117:0809 | 661-459 |
| 5.                                                                                    | FC Bayern München (G)     | 17    | 530    | 1060:0922 | 554-506 |
| 6.                                                                                    | VfR Mannheim (G)          | 18    | 560    | 1022:1066 | 546-574 |
| 7.                                                                                    | SpVgg. Fürth (G)          | 17    | 530    | 0920:0899 | 528-532 |
| 8.                                                                                    | 1. FC Schweinfurt 05 (G)  | 18    | 560    | 0854:0953 | 524-596 |
| 9.                                                                                    | TSV 1860 München (G)*     | 15    | 470    | 0908:0815 | 507-433 |
| 10.                                                                                   | FSV Frankfurt (G)         | 17    | 530    | 0812:0907 | 506-554 |
| 11.                                                                                   | Karlsruher SC *           | 11    | 330    | 0727:0524 | 401-259 |
| 12.                                                                                   | SV Waldhof (G)            | 12    | 380    | 0646:0704 | 369-391 |
| 13.                                                                                   | Stuttgarter Kickers (G)   | 13    | 406    | 0774:0795 | 360-452 |
| 14.                                                                                   | BC Augsburg (G)           | 15    | 432    | 0737:0983 | 353-511 |
| 15.                                                                                   | TSV Schwaben Augsburg (G) | 12    | 380    | 0600:0711 | 347-413 |
| 16.                                                                                   | Viktoria Aschaffenburg    | 10    | 316    | 0504:0720 | 264-368 |
| 17.                                                                                   | SSV Reutlingen 05         | 9     | 274    | 0470:0598 | 243-305 |
| 18.                                                                                   | TSG Ulm 1846              | 8     | 256    | 0390:0508 | 212-300 |
| 19.                                                                                   | VfB Mühlburg              | 5     | 162    | 0309:0248 | 166-158 |
| 20.                                                                                   | SSV Jahn Regensburg       | 7     | 210    | 0281:0509 | 164-256 |
| 21.                                                                                   | VfL Neckarau              | 4     | 140    | 0242:0344 | 111-169 |
| 22.                                                                                   | FC Bayern Hof             | 4     | 120    | 0181:0262 | 105-135 |
| 23.                                                                                   | KSV Hessen Kassel         | 3     | 90     | 0140:0198 | 070-110 |
| 24.                                                                                   | Phönix Karlsruhe (G)      | 2     | 68     | 0100:0185 | 042-094 |
| 25.                                                                                   | Karlsruher FV (G)         | 2     | 68     | 081:0196  | 040-096 |
| 26.                                                                                   | 1. FC 01 Bamberg          | 1     | 38     | 044:075   | 028-048 |
| 27.                                                                                   | SV Darmstadt 98           | 1     | 34     | 054:086   | 025-043 |
| 28.                                                                                   | FC Singen 04              | 1     | 34     | 056:0112  | 022-046 |
| 29.                                                                                   | Rot-Weiss Frankfurt       | 1     | 38     | 050:099   | 022-054 |
| 30.                                                                                   | FC Wacker München         | 1     | 38     | 041:089   | 021-055 |
| 31.                                                                                   | Freiburger FC             | 1     | 30     | 043:066   | 020-040 |
| 32.                                                                                   | Rödelheimer FC            | 1     | 30     | 040:073   | 017-043 |
| 33.                                                                                   | Sportfreunde Stuttgart    | 1     | 38     | 030:0100  | 014-062 |
| * Bundesliga-Gründungsmitglieder 1963/64 (G) Oberliga Süd-Gründungsmitglieder 1945/46 |                           |       |        |           |         |

## Torschützenkönige
- Verein: Blau markierte Vereine wurden Meister der Oberliga Süd.
- Tore: Die rosa markierte Zahl kennzeichnet die höchste Toranzahl, die je in der Oberliga Süd erzielt wurde.
- Schnitt: Nennt die durchschnittliche Anzahl an Toren pro Spiel. Die rosa markierte Zahl kennzeichnet den höchsten Toreschnitt, der je in der jeweiligen Staffel erzielt wurde, die dunkelrot markierte Zahl den höchsten Toreschnitt der gesamten Oberliga. Der Schnitt beruht nicht auf tatsächlich gespielten Partien, sondern auf der theoretisch höchstmögliche Anzahl von Spielen in der jeweiligen Saison.

| Saison  | Spieler              | Verein              | Tore | Schnitt |
| ------- | -------------------- | ------------------- | ---- | ------- |
| 1945/46 | Robert Schlienz      | VfB Stuttgart       | 42   | 1,40    |
| 1946/47 | Hans Pöschl          | 1. FC Nürnberg      | 38   | 1,00    |
| 1947/48 | Robert Schlienz      | VfB Stuttgart       | 31   | 0,82    |
| 1948/49 | Georg Herbold        | SV Waldhof          | 19   | 0,63    |
| 1948/49 | Emil Maier           | Kickers Offenbach   | 19   | 0,63    |
| 1948/49 | Otto Thanner         | TSV 1860 München    | 19   | 0,63    |
| 1949/50 | Horst Schade         | SpVgg Fürth         | 21   | 0,70    |
| 1950/51 | Max Morlock          | 1. FC Nürnberg      | 28   | 0,82    |
| 1951/52 | Max Morlock          | 1. FC Nürnberg      | 26   | 0,87    |
| 1951/52 | Helmut Preisendörfer | Kickers Offenbach   | 26   | 0,87    |
| 1952/53 | Horst Schade         | SpVgg Fürth         | 22   | 0,73    |
| 1953/54 | Helmut Preisendörfer | Kickers Offenbach   | 22   | 0,73    |
| 1953/54 | Horst Schade         | 1. FC Nürnberg      | 22   | 0,73    |
| 1954/55 | Ernst-Otto Meyer     | VfR Mannheim        | 36   | 1,20    |
| 1955/56 | Ernst-Otto Meyer     | VfR Mannheim        | 30   | 1,00    |
| 1956/57 | Heinz Beck           | Karlsruher SC       | 34   | 1,13    |
| 1957/58 | Siegfried Gast       | Kickers Offenbach   | 20   | 0,67    |
| 1958/59 | Ernst-Otto Meyer     | VfR Mannheim        | 27   | 0,90    |
| 1959/60 | Heinz Strehl         | 1. FC Nürnberg      | 30   | 1,00    |
| 1960/61 | Rudolf Brunnenmeier  | TSV 1860 München    | 23   | 0,77    |
| 1960/61 | Erwin Stein          | Eintracht Frankfurt | 23   | 0,77    |
| 1961/62 | Lothar Schämer       | Eintracht Frankfurt | 26   | 0,87    |
| 1962/63 | Rudolf Brunnenmeier  | TSV 1860 München    | 24   | 0,80    |
| 1962/63 | Kurt Haseneder       | 1. FC Nürnberg      | 24   | 0,80    |

Anmerkungen:
- 1960/61: diverse Statistiken sehen auch Erwin Stein als alleinigen Torschützenkönig mit 24 Treffern.
- 1961/62: diverse Statistiken sehen auch Lothar Schämer und Rudolf Brunnenmeier als gemeinsame Torschützenkönige mit jeweils 26 Treffern.
- 1962/63: diverse Statistiken sehen auch Kurt Haseneder als alleinigen Torschützenkönig mit 25 Treffern.